# 塚本佳子
塚本 佳子（つかもと よしこ、1972年 - ）は、茨城県出身の著作家。主にパズル・占い・格闘技に関する編集プロダクションである夢現舎（オフィスMugen）の編集長を経て、同社取締役副代表。2014年に20年間勤めた夢現舎を退社。
現在は「北欧雑貨の店 Fika」を開店し、新たな活動を展開している。

## 評価
小島・塚本著『大山倍達の遺言』では、同書で取上げた新極真会から「2006年11月24日に取材拒否を発表して以降、一切接触はなく、新極真会に関する記述は全て憶測に基づくものである」という声明を発表されている。
2013年5月25日には、大山倍達の三女・大山喜久子からも「同書は遺族に許可なく出版されたものであり、売名の為の作り話である。勝手に父の氏名を使わないでもらいたい。」と否定されている。
書評家の吉田豪は、オフィスMUGENが本書の発売後すぐに、極真会館（松井派）から機関紙の編集業務を委託され、事務所を松井派ビル内に移転したことに触れ、「中立的に執筆されていない」と書評している。

## 著書に対する批判
小島・塚本著『大山倍達正伝』の183頁（塚本執筆個所）に、金致淳の発言として「当時（1940年代）、明治大学程度までなら試験こそあれ誰でも入れました。拓大となれば入学試験さえなかったんじゃないですか？　差別的な意味で言うのではありません。現実がそうだったということです。でも早稲田は簡単じゃありませんでした。」という記述があった。拓殖大学学友会・岩武光宏はこれを問題視し、小島一志にメールを送った事を明らかにしている。岩武は当時の拓大が難関校であった根拠として、『拓殖大学80年史』の「志願者も急増し、競争率は平均17倍、語学によっては20倍をはるかに越える難関を突破しなくてはならなかった。この事実を見ても、本学の隆昌をうかがい知ることができる」という個所等を挙げた。小島からは数日後に返信があり、「拓大の件は、拓大事務局、拓大空手部OB会、学友会への取材と、さらに当時拓大に在籍していた20名近い方々の取材を経て、あくまで客観的なインタビューとして紹介したもの。岩武さんのご指摘は真摯に受け止めさせて頂く」とあったと岩武は主張している。しかしその後、拓大側は全く取材された事実はないと表明している。

## 著書
塚本佳子名義
- 『極真空手 甦る最強伝説』（1999年10月、ナツメ社）
- 『ストーカー、痴漢、通り魔、強盗…女性がキケンから身を守る24の方法』（2002年3月、大和出版） 小島一志との共著
- 『大山倍達正伝』（2006年7月28日、新潮社） 小島一志との共著
- 『大山倍達の遺言』（2012年4月27日、新潮社） 小島一志との共著
- 『アラフォー女子ひとりでもできた！　小さくてかわいい家づくり』（2014年6月30日、新潮社）
- 『好きなことだけ──北欧“雑貨買いつけ”の旅に出かけよう (ele-king books)』（2015年6月19日、Pヴァイン）
- 『Fika(フィーカ) (ele-king books)』（2016年4月15日、Pヴァイン） 見瀬理恵子との共著

さくら美月名義
- 『深層心理テスト -新しい自分発見』（1997年8月、成美堂出版）
- 『夢占い事典 - 見えなかった自分が見える』（1998年6月、成美堂出版）
- 『自分探しのシミュレート心理ゲーム』（2000年7月、成美堂出版）
- 『血液型でわかる「恋愛・お金・未来…」-90のシチュエーションから読む』（2000年8月、ロングセラーズ）
- 『自己発見深層心理ゲーム』（2000年11月、成美堂出版）
- 『自分に出会う44の心理テスト - もっと素敵になるための』（2001年7月、成美堂出版）
- 『チャレンジ!学校心理ゲーム』（2002年2月、ほるぷ出版）
- 『自分でできる深層心理チェック - 恋も仕事も手に入れる』（2002年6月、成美堂出版）
- 『チャレンジ!星座占い』（2002年6月、ほるぷ出版）
- 『こわいほど「本当の自分」がわかる深層心理テスト - インスピレーション・チェック』（2002年11月、大和出版）
- 『チャレンジ!学校心理ゲーム 〈2〉 時間割で性格チェック!』（2003年5月、ほるぷ出版）
- 『図解雑学 ココロが見えてくる!深層心理テスト』（2003年7月、ナツメ社）
- 『メール恋愛心理テスト-“彼の本心”“自分の性格”“二人の相性”が今すぐわかる!』（2003年9月、大和出版）
- 『「恋愛偏差値」判定book - 心理ゲームで引き出すあなたの恋愛能力』（2003年10月、大和出版）
- 『チャレンジ!血液型占い』（2004年1月、ほるぷ出版）
- 『本当の自分が分かる言葉の心理テスト』（2004年9月、幻冬舎コミックス）
- 『チャレンジ!学校心理ゲーム （ポケット版）』（2005年9月、ほるぷ出版）
- 『チャレンジ!学校心理ゲーム 〈2〉 （ポケット版）』（2005年9月、ほるぷ出版）
- 『チャレンジ!星座占い （ポケット版）』（2005年9月、ほるぷ出版）
- 『チャレンジ!血液型占い （ポケット版）』（2005年9月、ほるぷ出版）
- 『チャレンジ!学校心理ゲーム 〈3〉 ピンチで性格チェック!』（2007年5月、ほるぷ出版）